# Маас, Эрнст
Эрнст Маас (нем. Ernst Maass; 12 апреля 1856, Кольберг — 11 ноября 1929, Марбург) — немецкий филолог и педагог.
Профессор классической филологии в Марбурге.

## Сочинения
- Orpheus : Untersuchungen zur Griechischen, Romischen, Altchristlichen Jenseitsdichtung und Religion (Aalen : Scientia Verlag, 1974, 1895);
- Die Tagesgötter in Rom u. den Provinzen (1902);
- Griechen und Semiten auf d. Isthmus von Korinth (1903).